# 박서안
박서안(본명: 박세준, 1993년 12월 10일 ~ )은 대한민국의 배우이며, 스피드의 前 래퍼이다.

## 학력
- 한림연예예술고등학교 연예과 (졸업)

## 방송

### 드라마
- 2013년 KBS2 《아이리스 2》 - 리혁수 역
- 2013년 tvN 《감자별 2013QR3》 - 이지웅 역

### TV 프로그램
- 2017년 KBS2 《아이돌 리부팅 프로젝트 더 유닛》